# Ianuarie 2022
Acest articol este generat integral pe baza informațiilor din articolul 2022 și este actualizat periodic de un robot.
 Editările făcute în articol vor fi șterse la următoarea actualizare! Dacă doriți să faceți modificări, editați articolul-sursă.

ianuarie -
februarie -
martie -
aprilie -
mai -
iunie -
iulie -
august -
septembrie -
octombrie -
noiembrie -
decembrie
Ianuarie 2022 a fost prima lună a anului și a început într-o zi de sâmbătă.

## Evenimente

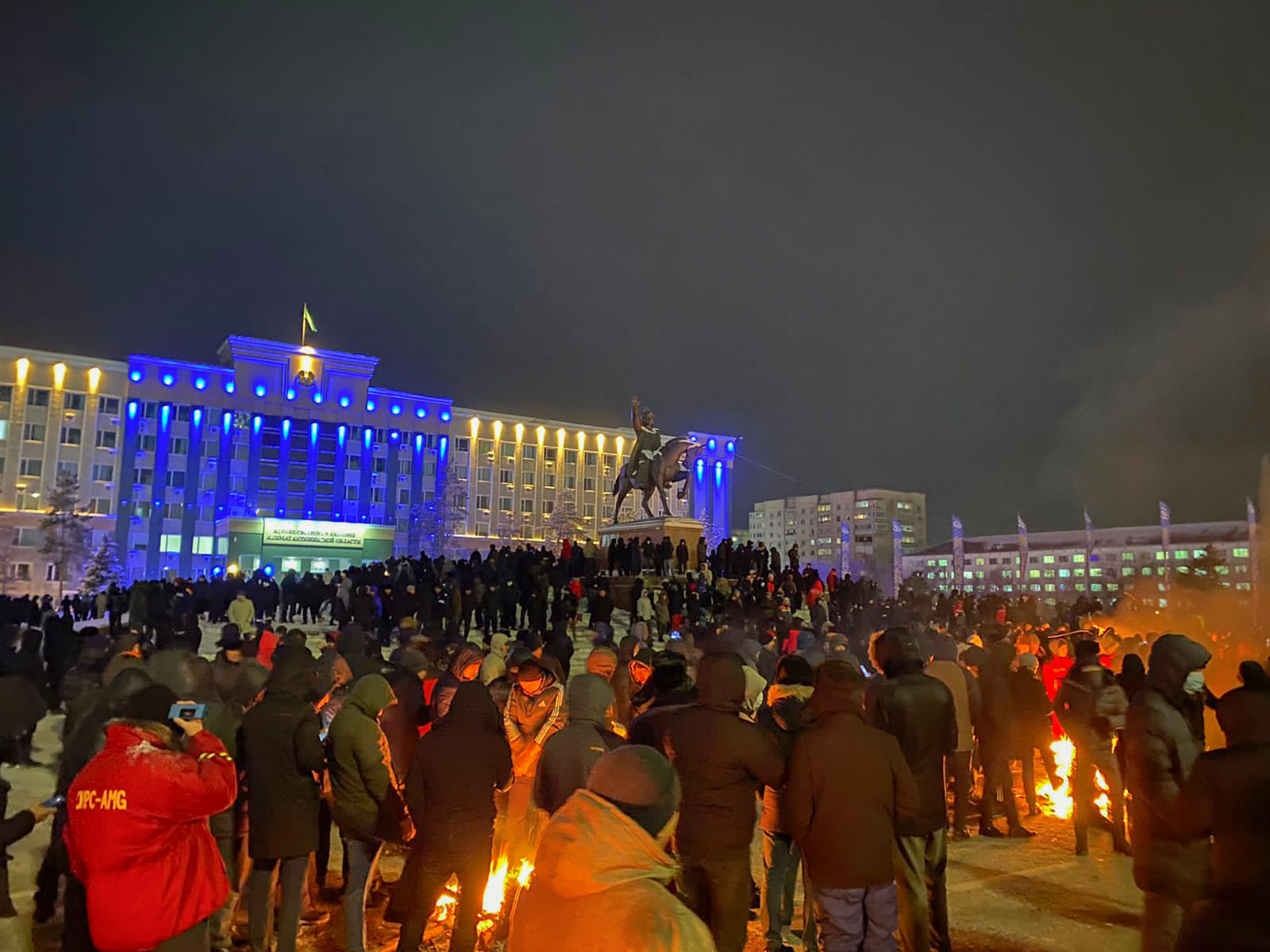
Protestele din Kazahstan

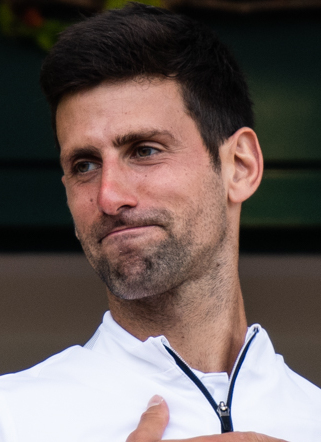
Anularea vizei lui Novak Djokovic în Australia produce un scandal internațional

- 1 ianuarie: Franța va asigura președinția Consiliului Uniunii Europene timp de șase luni.[1]
- 1 ianuarie: Polonia preia președinția OSCE.
- 1 ianuarie: Franța interzice oficial utilizarea ambalajelor din plastic pentru legumele și fructele mari, cum ar fi castraveții, morcovii și bananele. Fructele tocate sau procesate și pachetele mai mari de 1,5 kilograme sunt scutite. Spania intenționează să introducă o lege similară în 2023.
- 1 ianuarie: Franța începe să introducă controlul gratuit al nașterii pentru femeile cu vârsta cuprinsă între 18 și 25 de ani, care urmărește să prevină sarcinile nedorite, au beneficiat până la 3 milioane de femei de acces sporit la pilule, sterile, plasturi contraceptive și injecții.
- 1 ianuarie: Sinuciderea asistată pentru persoanele în vârstă de peste 18 ani care sunt bolnavi în stadiu terminal sau suferă de o afecțiune permanentă, debilitantă devine legală în Austria.
- 2 ianuarie: Abdalla Hamdok a demisionat din funcția de Prim-ministru al Sudanului, ca urmarea protestelor violente din Sudan.
- 2 ianuarie: Statele Unite ale Americii exclud Guineea, Etiopia și Mali din programul de preferințe comerciale din Africa Growth and Opportunity Act, invocând abuzurile lor ale drepturilor omului și acțiunile antidemocratice.
- 3 ianuarie: Site-ul web al ziarului israelian Jerusalem Post este spart de presupuși hackeri iranieni. Conținutul site-ului a fost înlocuit cu o amenințare care vizează Centrul de Cercetare Nucleară Shimon Peres Negev și o aparentă referire la Qasem Soleimani, care a fost asasinat exact cu doi ani mai devreme la Bagdad, Irak.
- 4 ianuarie: Proteste în Kazahstan: Președintele kazah Kasîm-Jomart Tokaev impune stare de urgență de două săptămâni în Almatî, cel mai mare oraș al țării, și în provincia Mangystau, din cauza protestelor violente care au avut loc în regiune din cauza creșterii prețului la benzină.
- 5 ianuarie: Proteste în Kazahstan: Guvernul Kazahstanului a demisionat în urma protestelor. Alihan Smaiylov devine prim-ministru interimar. Președintele a anunțat, de asemenea, reintroducerea plafonului de preț pentru GPL. În Kazahstan este declarată stare de urgență la nivel național. Opt ofițeri de poliție au fost uciși și alți 317 au fost răniți în confruntările dintre protestatari și forțele de securitate. Nu sunt date privind victimele civile. Reședința și birourile prezidențiale ale Äkimului din Almatî Bahîtjan Sagintaev sunt incendiate de protestatari. Președintele Tokaev l-a demis pe fostul președinte și președintele Consiliului de Securitate al Kazahstanului, Nursultan Nazarbaev. Protestatarii preiau, de asemenea, controlul asupra Aeroportului Internațional Almatî, toate zborurile către și dinspre aeroport fiind anulate. Președintele Tokaev solicită asistență militară de la Organizația Tratatului de Securitate Colectivă, spunând că „bandele teroriste depășesc facilitățile strategice în toată țara”.
- 6 ianuarie: Proteste în Kazahstan: Zeci de protestatari anti-guvernamentali sunt uciși în timpul unei operațiuni din Almatî. Numărul morților în rândul forțelor de securitate ajunge la 18, doi soldați fiind decapitați. În apropiere de Piața Republicii din Almaty sunt raportate explozii și focuri de armă puternice. Alianța militară a Organizației Tratatului de Securitate Colectivă (CSTO) aprobă o misiune de menținere a păcii în Kazahstan, ca răspuns la o solicitare oficială de asistență militară din partea președintelui kazah Kasîm-Jomart Tokaev. Forțele CSTO conduse de Rusia intră în Kazahstan pentru a ajuta guvernul să restabilească controlul asupra țării, potrivit purtătorului de cuvânt al Kremlinului, Maria Zaharova.
- 6 ianuarie: Novak Đoković, jucător profesionist sârb de tenis, numărul 1 mondial în clasamentul ATP, încearcă să între în Australia pentru a participa la campionatul Australia Open de la Melbourne, dar autoritățile australiene îi anulează viza pe motiv că este nevaccinat împotriva COVID-19. Novak Djokovic afirmă că a fost infectat cu COVID din 16 decembrie 2021.
- 7 ianuarie: Proteste în Kazahstan: Președintele kazah Kasîm-Jomart Tokaev ordonă să se tragă asupra protestatarilor în încercarea de a înăbuși protestele. Ministerul rus al Apărării raportează că trupele ruse desfășurate în Kazahstan au menținut controlul asupra aeroportului din Almatî și au asigurat clădirile guvernamentale esențiale, inclusiv reședința prezidențială.
- 8 ianuarie: Furtună de zăpadă din Murree din 2022: Cel puțin 21 de persoane au murit în urma unei furtuni de zăpadă pe o autostradă din Murree, districtul Rawalpindi, Punjab, Pakistan.
- 8 ianuarie: Cel mai înalt munte și vulcan din Insulele Galapagos, Volcán Wolf, erupe.
- 9 ianuarie: Proteste în Kazahstan: Numărul morților la protestele din Kazahstan crește la 164, inclusiv 103 care au fost uciși în Almatî. De asemenea, au fost reținute 5.135 de persoane.
- 9 ianuarie: A început Cupa Africii pe Națiuni 2021, competiția continentală africană de fotbal masculin care va dura până la 6 februarie.
- 9 ianuarie: Națiunile vest-africane din blocul de 15 membri ECOWAS suspendă relațiile diplomatice cu Mali și anunță că își închid granițele cu Mali și îi impun sancțiuni economice ca răspuns la o „întârziere inacceptabilă” a următoarelor alegeri generale din țară.
- 11 ianuarie: Președintele Parlamentului European, David Sassoli a murit la Aviano, Italia și este succedat de europarlamentarul maltez, Roberta Metsola, care devine prima persoană malteză care ocupă această funcție.
- 14 ianuarie: Hunga Tonga, un vulcan submarin din Tonga, erupe, trimițând cenușă și abur pe 20 de kilometri în aer. Guvernul din Tonga emite o avertizare de tsunami și sfătuiește oamenii din toate insulele tongoleze să evite coastele.
- 15 ianuarie: Într-o sesiune extraordinară, Adunarea Republicii Kosovo votează interzicerea sârbilor kosovari să voteze în viitorul referendum constituțional al Serbiei pe teritoriul kosovar.
- 16 ianuarie: Regatul Tonga este lovit de cădere de cenușă și de un tsunami după erupția vulcanului Hunga Tonga, distrugând case în timp ce localnicii se luptă să găsească un teren mai înalt. Inundații majore sunt raportate în capitala Nukuʻalofa. Undele de șoc de la erupție sunt detectate până în Alaska, Statele Unite. Alte țări din Pacific și-au sfătuit, de asemenea, cetățenii să caute terenuri mai înalte. Accesul la internet a fost întrerupt în Tonga. Regele Tupou al VI-lea este evacuat din Palatul Regal de către Forțele Armate ale Majestății Sale. Două persoane sunt ucise de un mic tsunami în Lambayeque, Peru.
- 16 ianuarie: Numărul morților de la Protestele din Kazahstan crește la 225, inclusiv 19 membri ai forțelor de securitate, potrivit unui comunicat al Procuraturii Generale din Kazahstan.
- 17 ianuarie: Criza ruso-ucraineană (2021–2022): Canada desfășoară un mic contingent de forțe speciale în Ucraina, ca parte a răspunsului NATO pentru a descuraja agresiunea rusă din Ucraina. Unitatea are, de asemenea, sarcina de a evacua personalul diplomatic de la ambasada Canadei la Kiev în cazul unei invazii la scară largă. Regatul Unit începe să furnizeze Ucrainei rachete dirijate antitanc pe fondul tensiunilor cu Rusia, potrivit unui comunicat al secretarului de stat pentru Apărare Ben Wallace. Un număr mic de personal militar britanic va fi, de asemenea, dislocat pentru a ajuta la pregătirea trupelor ucrainene. Avioanele de transport C-17 ale Royal Air Force sosesc în Ucraina cu „arme ușoare antiblindare”, ca parte a sprijinului militar britanic pentru Ucraina.
- 18 ianuarie: conservatoarea Roberta Metsola este aleasă Președinta a Parlamentului European, după o săptămână de la moartea lui David Sassoli în care a murit pe 11 ianuarie.
- 19 ianuarie: Criza ruso-ucraineană (2021–2022): Președintele american Joe Biden afirmă că o invazie pe scară largă a Ucrainei de către Rusia va avea ca rezultat o pedeapsă mai severă decât o „incursiune minoră”, deoarece prezice că președintele rus Vladimir Putin „se va muta în [pe Ucraina]; el trebuie să facă ceva. " Secretarul de stat al Statelor Unite Antony Blinken sosește la Kiev, într-o demonstrație de sprijin pentru Ucraina. În timpul vizitei de o zi, Blinken se va întâlni cu președintele ucrainean Volodîmîr Zelenski. Secretarul de presă al Casei Albe, Jen Psaki, a declarat ieri că „Rusia ar putea în orice moment să lanseze un atac asupra Ucrainei” și că „Nici o opțiune nu este exclusă”. Ministrul lituanian al apărării, Arvydas Anušauskas, avertizează că prezența trupelor ruse în Belarus reprezintă o „amenințare directă” pentru Lituania. Royal Air Force a Regatului Unit continuă zborurile către Ucraina, livrând „mii” de rachete antitanc MBT LAW armatei ucrainene. Rusia acuză Marea Britanie că „alimentează criza” prin trimiterea de arme letale în Ucraina.
- 20 ianuarie: Criza ruso-ucraineană (2021–2022): Departamentul de Stat al SUA aprobă livrarea de sisteme de arme fabricate în SUA din Lituania, Letonia și Estonia către Ucraina, inclusiv rachete ghidate antitanc FGM-148 Javelin și rachete antiaeriene FIM-92 Stinger pentru a descuraja agresiunea militară rusă.
- 20 ianuarie: Pilotul belgiano-britanic Zara Rutherford, în vârstă de 19 ani, se întoarce la Kortrijk, Belgia, pentru a-și finaliza circumnavigația de cinci luni, devenind cea mai tânără femeie-pilot care a zburat solo în jurul lumii.
- 22 ianuarie: Criza ruso-ucraineană (2021–2022): Biroul britanic de Externe, Commonwealth și Dezvoltare spune că, potrivit informațiilor disponibile, guvernul rus intenționează să „instaleze un lider pro-rus la Kiev în timp ce se gândește dacă să invadeze și să ocupe Ucraina”.
- 22 ianuarie: Criza ruso-ucraineană (2021–2022): Viceamiralul Kay-Achim Schönbach demisionează din funcția de inspector al marinei germane în urma unor comentarii la un grup de experți din New Delhi, în care a numit intenția Rusiei de a ataca Ucraina „prostii”, spunând că președintele rus Vladimir Putin „merită respect” și respingând perspectivele ca Ucraina să recâștige vreodată Crimeea și să adere la NATO.
- 23 ianuarie: Președintele Armeniei, Armen Sarkissian, demisionează pe motiv că Constituția nu îi oferă suficientă influență în procesul decizional al țării.
- 23 ianuarie: Criza ruso-ucraineană (2021–2022): Departamentul de Stat al SUA ordonă familiilor diplomaților săi să părăsească Ucraina și autorizează plecarea voluntară a personalului neesențial al ambasadei de la Kiev. „Din cauza amenințării continue” a unei invazii rusești asupra Ucrainei, cetățenii americani sunt, de asemenea, îndemnați să părăsească țara.
- 24-29 ianuarie: Au avut loc alegeri prezidențiale în Italia, în urma cărora a fost reales, pentru funcția de președinte, Sergio Mattarella.
- 24 ianuarie: În Burkina Faso, o lovitură de stat condusă de ofițerul militar Paul-Henri Sandaogo Damiba îl rețin pe președintele Roch Marc Christian Kaboré și anunță dizolvarea parlamentului, a guvernului și a constituției. Este a patra lovitură de stat care a avut loc în Africa de Vest în ultimul an.
- 24 ianuarie: Criza ruso-ucraineană (2021–2022): Regatul Unit începe să-și retragă personalul și persoanele aflate în întreținerea acestora de la ambasada sa din Kiev, Ucraina, pe fondul temerilor de o invazie rusă. Aproximativ jumătate din personal este retras, potrivit Ministerului de Externe.
- 25 ianuarie: Milioane de oameni au rămas fără electricitate după o întrerupere majoră a curentului care a afectat Kazahstanul, Kârgâzstanul și Uzbekistanul. Ministerul Energiei din Uzbekistan raportează că întreruperea curentului a fost declanșată de un „dezechilibru energetic” în rețeaua electrică din Kazahstan.
- 26 ianuarie: Criza ruso-ucraineană (2021–2022): Secretarul de stat al SUA Antony Blinken a anunțat că Statele Unite au dat Rusiei un răspuns scris, menit să reducă tensiunile dintre Ucraina și Rusia. Răspunsul, coordonat cu aliații europeni și Ucraina, abordează cererile și acțiunile Rusiei.
- 27 ianuarie: Criza ruso-ucraineană (2021–2022): SUA resping cererea Rusiei de a interzice Ucrainei să adere la NATO.
- 27 ianuarie: Cinci persoane au murit și alte cinci sunt rănite într-o serie de împușcături în masă la unitatea de producție Yuzhmash din Dnipro, Ucraina, după ce un membru al Gărzii Naționale ucrainene a deschis focul. Polițiștii ucraineni au reușit să-l prindă pe atacator nu departe de orașul Dnipro.
- 29 ianuarie: Sergio Mattarella a fost reales președintele Italiei pentru un al doilea mandat, după 8 tururi de scrutin.
- 30 ianuarie: Alegeri legislative în Portugalia. Partidul Socialist, condus de António Costa, câștigă majoritatea mandatelor la alegerile legislative portugheze.
- 31 ianuarie: Uniunea Africană suspendă Burkina Faso ca răspuns la lovitura de stat din data de 24 ianuarie.
- 31 ianuarie: Junta militară din Mali îi ordonă ambasadorului francez să părăsească țara în termen de 72 de ore, ca răspuns la „comentariile scandaloase” făcute de autoritățile franceze despre guvernul de tranziție din Mali.

## Decese
- 2 ianuarie: Vilmos Ágoston, 74 ani, scriitor, critic literar și reporter maghiar originar din România (n. 1947)
- 2 ianuarie: Eric Walter Elst, 86 ani, astronom belgian (n. 1936)
- 2 ianuarie: Richard Leakey (Richard Erskine Frere Leakey), 77 ani, om politic, paleoantropolog și militant ecologist kenyan (n. 1944)
- 2 ianuarie: Gheorghe Munteanu, 86 ani, om de știință român din Republica Moldova, doctor în chimie (n. 1935)
- 2 ianuarie: Ion Niculiță, 82 ani, istoric și profesor din Republica Moldova (n. 1939)
- 2 ianuarie: Traxamillion (Sultan Banks), 42 ani, rapper și producător american (n. 1979)
- 3 ianuarie: George Bălan, 92 ani, filosof, muzicolog și aforist român (n. 1929)
- 5 ianuarie: Olga Szabó-Orbán, 83 ani, scrimeră română, dublă campioană mondială (1962, 1969 cu echipa), (n. 1938)
- 5 ianuarie: Mircea Stoenescu, 78 ani, fotbalist și antrenor român (n. 1943)
- 6 ianuarie: Peter Bogdanovich, 82 ani, regizor, scenarist, actor, producător, critic și istoric de film, american (n. 1939)
- 6 ianuarie: Sidney Poitier, 94 ani, actor american de film și politician, regizor de film și activist, câștigător al Premiului Oscar (1963) și câștigător al Premiului Grammy (2001), (n. 1927)
- 6 ianuarie: F. Sionil José (Francisco Sionil José), 97 ani, scriitor filipinez (n. 1924)
- 6 ianuarie: Calvin Simon (Calvin Eugene Simon), 79 ani, cântăreț american (Parliament, Funkadelic), (n. 1942)
- 7 ianuarie: Mark Forest (n. Lou Degni), 89 ani, bodybuilder și actor american (n. 1933)
- 7 ianuarie: Anatoli Kvașnin, 75 ani, general de armată rus, șef al Statului Major al Forțelor Militare Ruse (1997–2004), (n. 1946)
- 8 ianuarie: Attila Kelemen (Attila Béla Ladislau Kelemen), 73 ani, politician român de etnie maghiară, deputat în Parlamentul României (1996–2016), membru al Parlamentului European (2007), (n. 1948)
- 9 ianuarie: Maria Ewing (Maria Louise Ewing), 71 ani, solistă americană de operă (mezzosoprană), (n. 1950)
- 9 ianuarie: Toshiki Kaifu, 91 ani, politician japonez, prim-ministru al Japoniei (1989–1991), (n. 1931)
- 9 ianuarie: Jean Maheu (Jean Yves Alain Maheu), 90 ani, înalt oficial francez (n. 1931)
- 9 ianuarie: Bob Saget (n. Robert Lane Saget), 65 ani, actor și comedian american (n. 1956)
- 10 ianuarie: Margherita, Arhiducesa de Austria-Este, 91 ani, arhiducesă italiană (n. 1930)
- 11 ianuarie: David Sassoli (David-Maria Sassoli), 65 ani, politician social-democrat italian, președinte al Parlamentului European (2019–2022), membru al Parlamentului European (2009–2022), (n. 1956)
- 12 ianuarie: Marie-José Denys, 71 ani, politiciană franceză, membră al Parlamentului European (1989–1994, 1997–1999), (n. 1950)
- 12 ianuarie: Ronnie Spector (n. Veronica Yvette Bennett), 78 ani, cântăreață americană (n. 1943)
- 13 ianuarie: Jean-Jacques Beineix, 75 ani, regizor francez de film (n. 1946)
- 13 ianuarie: Victoria Berbecar, 77 ani, învățătoare română, preoteasă și promotoare a tradiției covorului maramureșean (n. 1944)
- 16 ianuarie: Andrei Mudrea, 67 ani, pictor și artist plastic român din Republica Moldova (n. 1954)
- 18 ianuarie: Francisco Gento (Francisco Gento López), 88 ani, fotbalist și antrenor spaniol (n. 1933)
- 19 ianuarie: Hardy Krüger (Franz Eberhard August Krüger), 93 ani, actor german (n. 1928)
- 19 ianuarie: Gaspard Ulliel, 37 ani, actor francez (n. 1984)
- 20 ianuarie: Meat Loaf (n. Marvin Lee Aday), 74 ani, cântăreț american de rock și actor (n. 1947)
- 21 ianuarie: Louie Anderson (Louis Perry Anderson), 68 ani, regizor, comedian și actor american cu origini scandinave (n. 1953)
- 21 ianuarie: Felicia Donceanu, 90 ani, pictoriță, sculptoriță și compozitoare română (n. 1931)
- 21 ianuarie: Anatoli Naiman, 85 ani, poet și scriitor rus (n. 1936)
- 21 ianuarie: Speranța Rădulescu, 72 ani, etnomuzicolog, antropolog și cercetătoare română (n. 1949)
- 21 ianuarie: Cosmin-Cristian Viașu, 45 ani, senator român, ales în 2020 din partea USR (n. 1976)
- 22 ianuarie: Corneliu Ionescu (aka Bibi), 76 ani, basist și om de afaceri român (n. 1945)
- 23 ianuarie: Renato Cecchetto, 70 ani, actor italian (n. 1951)
- 23 ianuarie: Rela Ciulei (n. Aurelia Țambu), 83 ani, cântăreață, acordeonistă și chitaristă română (n. 1938)
- 24 ianuarie: Olavo de Carvalho, 74 ani, polemist brazilian, filozof autopromovat, expert politic, astrolog, jurnalist (n. 1947)
- 25 ianuarie: Svetlana Căpățînă, 52 ani, politician din R. Moldova, deputat (2021-2022), (n. 1969)
- 25 ianuarie: Wim Jansen (Wilhelmus Marinus Antonius Jansen), 75 ani, fotbalist și antrenor neerlandez (n. 1946)
- 26 ianuarie: Philippe Contamine, 89 ani, istoric medievist francez, specializat în istorie militară și istoria nobilimii la finele evului mediu (n. 1932)
- 29 ianuarie: Sveatoslav Moscalenco, 93 ani, fizician din Republica Moldova (n. 1928)
- 31 ianuarie: Teofil Octavian Cepraga, 75 ani, jurnalist român (n. 1946)